# Áine O'Gorman
Áine Marie O'Gorman (Wicklow, 13 de mayo de 1989) es una futbolista irlandesa. Se unió al club UCD Waves de la Liga femenina de fútbol de Irlanda después de jugar dos temporadas en el club inglés Doncaster Rovers Belles de la FA WSL 2011 y 2012. Extremo o centrodelantera, representa a la Selección Femenina de fútbol de Irlanda.

## Carrera en clubes

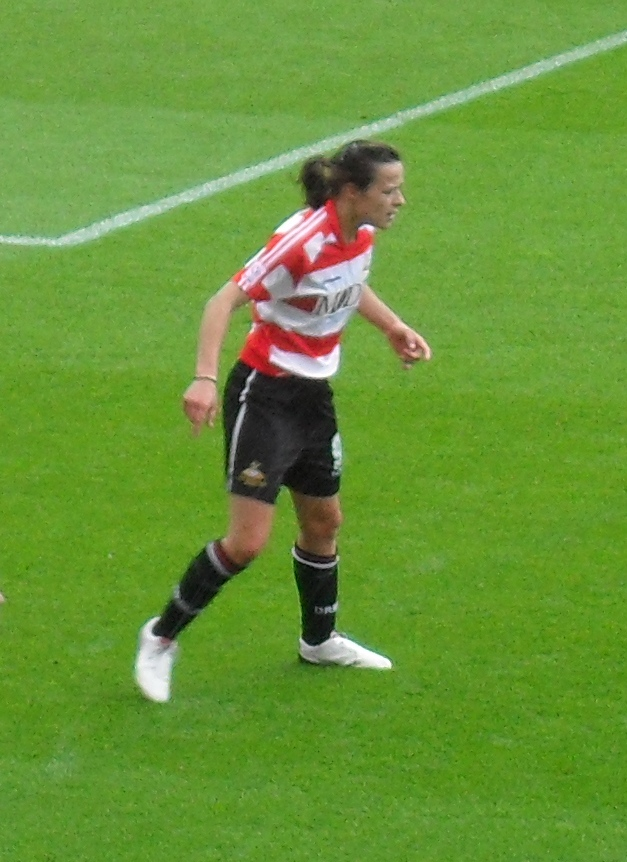
Aine O'Gorman jugando para Doncaster Rovers Belles

Jugó para el club Stella Maris, mientras tenía becas deportiva en la Universidad Sallynoggin e IT Carlow. También fue seleccionada para representar a Leinster, ayudándoles a ganar el título interprovincial de 2009. Habiendo cambiado a Peamount United, O'Gorman anotó una tripleta en la final de la Copa Femenina de la Asociación de Fútbol de Irlanda (FAI) de 2010, en la que Peamount batió a Salthill Devon 4–2 en Tolka Park.
También jugó fútbol gaélico para Bray Emmets y en septiembre de 2010 ayudó el club a ganar el Campeonato de Fútbol de Damas de Wicklow, anotando cuatro goles y dos puntos en la final.
Firmó para el club Doncaster Rovers Belle de la FA WSL en octubre de 2010, después de una prueba exitosa. Al final de la temporada 2011 de la FA WSL regresa a Peamount a préstamo.
Los cuatro goles del último partido de la temporada le valieron el premio a goleadora de la temporada 2013/2014 de la Liga Nacional Femenina. 

## Carrera internacional

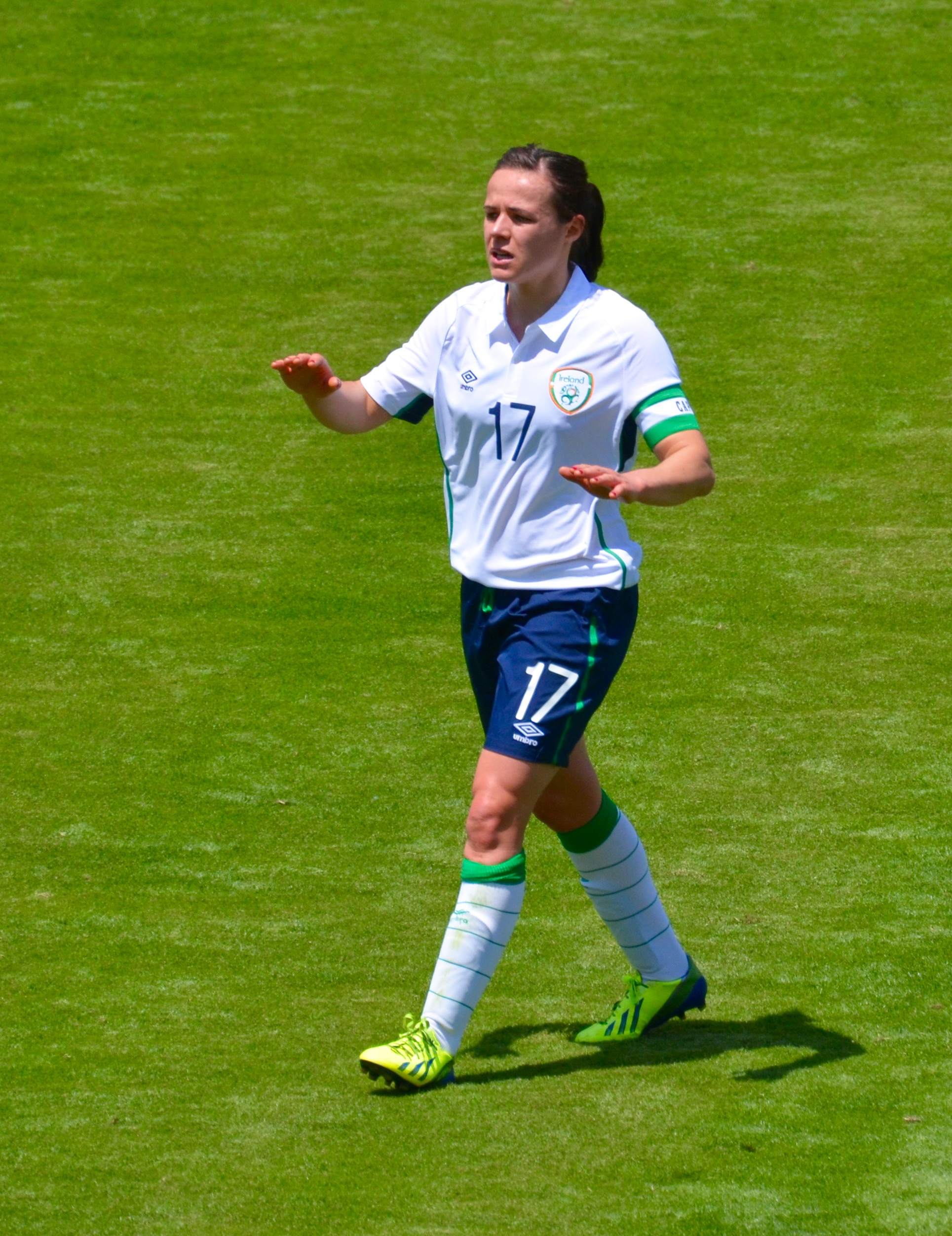
Aine O'Gorman como seleccionada del equipo de la República de Irlanda portando el brazalete de capitana, 2015.

Fue convocada por el sub-17 y sub-19 de República de Irlanda. Fue convocada a la selección mayor en 2006 para la Copa de Algarve e hizo su debut en el partido final del torneo: una derrota 4–0 ante Dinamarca en Lagoa. Se afianzó en el equipo mayor teniendo 16 años y apareció en las tres campañas eliminatorias siguientes. Cuándo firmó para Doncaster a los 21 años en octubre de 2010, O'Gorman ya tenía 38 partidos en la selección mayor.
En septiembre de 2012 alcanzó los 50 partidos jugando para Irlanda, en una victoria 2–0 en las eliminatorias para la EURO 2013, ante Israel en el Estadio Ramat Gan.

## Vida personal
O'Gorman es públicamente lesbiana. En 2021 se casó con Rachel Neary, y su hijo, James nació en julio de 2022.